# Volente

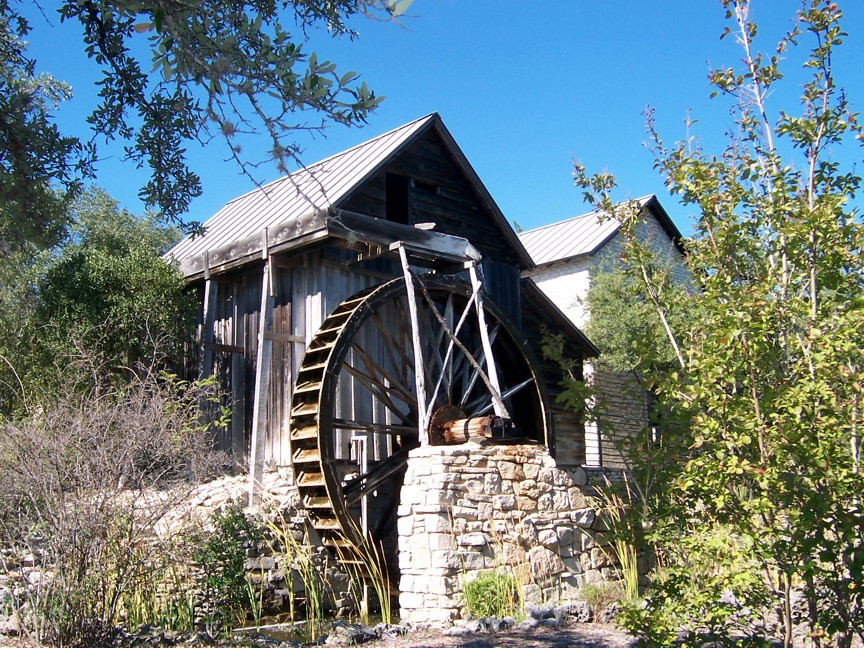
Reproduction du moulin Anderson

Volente est un village situé au centre du comté de Travis, au Texas, aux États-Unis,.

## Démographie
Lors du recensement de 2010, le village comptait une population de 520 habitants. Elle est estimée, en 2017, à 592 habitants.

### Source de la traduction
- (en) Cet article est partiellement ou en totalité issu de l’article de Wikipédia en anglais intitulé « Volente, Texas » (voir la liste des auteurs).